# Benedito Costa Neto
Benedito Costa Neto (Macaé, 26 de setembro de 1895 — São Paulo, 11 de agosto de 1981 foi um político brasileiro.

## Biografia
Benedito Costa Neto nasceu em 26 de setembro de 1895 na cidade de Macaé. Era filho de José Carlos Costa e de Ana Maria do Espírito Santo Costa.
Foi ministro da Justiça e Negócios Interiores no Governo Gaspar Dutra, de 2 de outubro de 1946 a 7 de novembro de 1947. Foi também deputado federal constituinte por São Paulo em 1946
Foi membro da Associação dos Advogados de São Paulo e do Instituto dos Advogados de São Paulo.
Início
Benedito iniciou o curso de direito em 1912 na Faculdade de Direito do Rio de Janeiro. Em 1915, juntamente com Osvaldo Aranha, foi representante da faculdade na Reunião dos Estudantes Sul-Americanos, em Montevidéu. No ano seguinte, deu início a sua carreira de advogado em Macaé, mas logo após retornou ao Rio de Janeiro.
Carreira política
Participou da campanha política de Ruy Barbosa que, na época, era candidato à presidência da República, perdendo para Epitácio Pessoa, em 1919. Prosseguiu advogando no Rio de Janeiro até 1920. Em 1923, mudou-se para São José do Rio Preto (SP), onde foi também diretor da Associação Comercial e jornalista, além de advogado. Em 1928, transferiu-se para a cidade de São Paulo. Participou da Revolução Constitucionalista de 1932 e se alistou como soldado no Batalhão Piratininga, ascendendo-se ao posto de subcomandante.
Foi membro do conselho da Ordem dos Advogados do Brasil (OAB) e da comissão coordenadora do Partido Republicano Paulista (PRP) entre 1936 e 1937. Dois anos depois, tornou-se tesoureiro da OAB. Em 1941, foi nomeado procurador-geral do estado no governo de Fernando Costa (1941-1945). Também foi presidente do I Congresso Nacional do Ministério Público e vice-presidente da Comissão de Direito Civil do II Congresso Nacional de Direito, além de integrante da Comissão do Código Judiciário do Estado de São Paulo e representante de São Paulo no Congresso Jurídico Nacional, realizado no Rio de Janeiro.
Após o afastamento de Getúlio Vargas, em 1945, disputando pelo Partido Social Democrático, foi eleito deputado federal da Assembleia Nacional Constituinte. Em conjunto com Gustavo Capanema e Raul Pilla, fez parte da terceira subcomissão da Comissão Constitucional, incumbido de aprontar as preliminares do Poder Legislativo.
Ministro da Justiça (1946-1947)
Em outubro de 1946, foi nomeado para o Ministério da Justiça e Negócios Interiores pelo presidente Eurico Gaspar Dutra, distanciando-se provisoriamente dos trabalhos na Câmara dos Deputados. Oficializou, em 1947, a denúncia contra o Partido Comunista Brasileiro (PCB) e encaminhou ao Tribunal Superior Eleitoral (TSE) documentos que justificavam a incriminação por duplicidade de filiações partidárias. O registro do partido foi cancelado e as atividades suspensas. Perante a justificativa de que a Constituição de 1946 era insuficiente, Benedito propôs uma lei que estipulava os crimes contra a segurança do país e a ordem política e social. A norma foi somente aprovada cinco anos depois por conta da oposição da União Democrática Nacional (UDN) e do deputado João Café Filho, do Partido Social Progressista (PSP) feita na época.
Benedito reformou o sistema constitucional, ordenou o TSE e os tribunais regionais eleitorais (TREs). Em outubro de 1947, foi demitido do cargo.
Vida pessoal
Foi casado com Anita Vergueiro Gordo Costa, com quem teve três filhos.